# Actes de navigation
Les Actes de navigation (Navigation Acts) sont une série de lois protectionnistes votées à partir de 1651 par le Parlement d'Angleterre pendant le mandat de Cromwell.  Elles visent à financer la construction d'une marine de guerre, et à affaiblir les colonies de la Barbade, des Bermudes et de la Virginie, contrôlées par l'opposition royaliste à la suite de l'émigration des Cavaliers, en les empêchant de commercer avec d'autres pays. Accompagnant une aggravation de la pression fiscale, elles réservent aux marins britanniques le monopole du commerce des colonies avec la métropole en excluant les navires étrangers des ports. Plusieurs textes successifs sont adoptés jusqu'au Sugar Act d'avril 1764 pour interdire d'importer le sucre des Antilles françaises. Les Actes de navigation sont abolis en 1849 lors de la victoire des libre-échangistes dans le débat public.

## Histoire
Dès 1645, la Compagnie du Groënland obtient l'interdiction d'importer des produits baleiniers sur d'autres bateaux que les siens. En 1648, la Compagnie du Levant obtient aussi des restrictions pour ceux venant de l'Empire ottoman. Le plus important restait à faire : dissuader l'importation du sucre en provenance de la Barbade, île richissime devenue le fief de l'opposition royaliste. Cette activité très lucrative, assurée par des bateaux néerlandais, était clairement visée par les Actes de navigation. Le vote de cette loi, couplée avec la séquestration de marins de commerce néerlandais lors de l'expédition de la Barbade, entraînera en 1652 la Première guerre anglo-néerlandaise.  
En août 1650, le Parlement décide un embargo contre les trois colonies qui reconnaissent et soutiennent Charles II d'Angleterre et refusent de se placer sous l’autorité du Commonwealth d'Angleterre : la Barbade, les Bermudes, et la Virginie. Le 10 novembre 1650, l'effort d'investissement dans la marine de guerre est accéléré par une taxe de 15 % sur les navires marchands. L’argent collecté est affecté à la protection des convois navals. Les « Actes de Navigation » exigent que cette protection soit réservée au commerce anglais [réf. souhaitée]. Le premier fut voté le 9 octobre 1651. Parallèlement, l'Angleterre a complété l'effort de modernisation de sa flotte de guerre lancé au début des années 1640, quand elle avait bâti plus de navires entre 1641 et 1644 que pendant les 25 années précédentes.
En septembre 1651, elle envoie quinze bateaux en Virginie sous la direction du capitaine Robert Denis, dans le cadre de l’Expédition de la Barbade, qui opère un blocus de l’île, s'en empare en janvier, destitue le gouverneur royaliste et fait de même en Virginie en mars 1652.